# Бедфорд (округ, Пенсільванія)
Шаблон:StateAbbr_ 40°01′ пн. ш. 78°29′ зх. д. / 40.01° пн. ш. 78.49° зх. д.
Округ  Бедфорд (англ. Bedford County) — округ (графство) у штаті  Пенсільванія, США. Ідентифікатор округу 42009.

## Історія
Округ утворений 1771 року.

## Демографія
За даними перепису 
2000 року 
загальне населення округу становило 49984 осіб, зокрема міського населення було 7871, а сільського — 42113.
Серед мешканців округу чоловіків було 24631, а жінок — 25353. В окрузі було 19768 домогосподарств, 14493 родин, які мешкали в 23529 будинках.
Середній розмір родини становив 2,95.
Віковий розподіл населення поданий у таблиці:
| Стать    | До 15 років | 15-21 | 22-29 | 30-39 | 40-49 | 50-65 | 65-85 | Понад 85 |
| -------- | ----------- | ----- | ----- | ----- | ----- | ----- | ----- | -------- |
| Чоловіки | 5062        | 2137  | 2231  | 3511  | 3893  | 4273  | 3273  | 251      |
| Жінки    | 4677        | 2042  | 2277  | 3436  | 3735  | 4467  | 4130  | 589      |

## Суміжні округи
- Блер — північ
- Гантінгдон — північний схід
- Фултон — схід
- Аллегені — південь
- Сомерсет — захід
- Кембрія — північний захід

## Виноски
1. ↑  U.S. Decennial Census. United States Census Bureau. Архів оригіналу за 26 квітня 2015. Процитовано 4 березня 2015.
2. ↑  Historical Census Browser. University of Virginia Library. Архів оригіналу за 11 серпня 2012. Процитовано 4 березня 2015.
3. ↑  Forstall, Richard L., ред. (27 березня 1995). Population of Counties by Decennial Census: 1900 to 1990. United States Census Bureau. Архів оригіналу за 20 березня 2015. Процитовано 4 березня 2015.
4. ↑  Census 2000 PHC-T-4. Ranking Tables for Counties: 1990 and 2000 (PDF). United States Census Bureau. 2 квітня 2001. Архів оригіналу (PDF) за 18 грудня 2014. Процитовано 4 березня 2015.
5. ↑  State & County QuickFacts. United States Census Bureau. Архів оригіналу за 2 грудня 2015. Процитовано 16 листопада 2013. [Архівовано 2015-12-02 у Wayback Machine.](англ.) Наведено за англійською вікіпедією.
6. ↑  American FactFinder. Бюро перепису населення США. Архів оригіналу за 26 лютого 2012. Процитовано 31 січня 2008. [Архівовано 2008-05-21 у Wayback Machine.]

| США | Це незавершена стаття з географії США. Ви можете допомогти проєкту, виправивши або дописавши її. |